# 康德的政治哲学
伊曼纽尔·康德的政治哲学主张古典共和主义。在《论永久和平》（1795年）中，康德列出了他认为结束战争和创造持久和平所必需的几个条件，包括通过建立政治共同体，实现一个宪政共和国的世界。他的古典共和主义理论在《道德形而上学》的第一部分《权利论》（1797年）中得到了扩展。20世纪末，康德的政治哲学在英语国家经历了一次非凡的复兴，几年间的主要研究比之前几十年都要多。

## 概论
康德对政治哲学和法哲学的最重要贡献是法治国学说。根据这一学说，国家的权力受到限制，以保护公民免受任意行使权力。法治国是欧洲大陆法律思想中的一个概念，最初是从德国法理学中借用而来的，是一个“宪政国家”，其中政府权力的行使受到法律的约束，并且通常与英美语境中的法治概念联系在一起。康德的政治哲学被描述为自由主义的，因为它假定基于社会契约作为一种规范性问题对国家进行限制。
在法治国中，公民共享基于法律的公民自由，他们可以使用法院。 一个国家如果不首先成为法治国，就不可能成为自由民主国家。德国作家通常将康德的理论放在他们对法治国运动的描述的开头。“宪政国家”意义下的法治国是在18世纪末美国和法国通过宪法后，伊曼纽尔·康德的最新著作中引入的。康德的方法是基于一个国家成文宪法的至高无上的地位。 这种至高无上的权力必须为他的中心思想的实施创造保障：永久和平的生活是人民幸福和繁荣的基本条件。康德的学说立足于宪政和立宪政府。康德阐述了宪政的主要问题，“一个国家的宪法最终是基于其公民的道德，而公民的道德又是基于该宪法的善良。”
法治国概念基于伊曼努尔·康德发现的思想，例如，他在《道德形而上学基础》中说：
建立普遍和永久的和平生活的任务不仅是法律理论框架内的一部分纯粹理性，而本质上是一个绝对的和最终的目标。为了实现这个目标，一个国家必须成为大量人民的共同体，他们的财产权由共同宪法保障，他们的生活得到立法保障。这个至高无上地位的宪法……必须先验地从考虑在公法的保护下实现最公正和公平的人民生活的绝对理想的考量中得出。
德文语境中，法治国的概念出现在Robert von Mohl的著作Die deutsche Polizeiwissenschaft nach den Grundsätzen des Rechtsstaates（“根据宪政国家原则的德国警察科学”，1832-1834年），并与贵族警察国家相对。
康德反对“民主”。在那个时代，民主意味着直接民主。康德认为多数统治对个人自由构成威胁。他说：
民主，恰当地说，必然是一种专制，因为它建立了一种行政权力，在这种权力中，‘所有人’（all）决定赞成甚至反对不同意的人；也就是说，‘所有人’，并非‘所有的人’来决定，这是普遍意志与其自身和与自由的矛盾。
和当时的大多数作家一样，他区分了三种政府形式：民主制、贵族制和君主制，其中混合政府是最理想的政府形式。
康德政治哲学的一个显着特征是他坚信大学应该是创造性冲突的典范：哲学家在大学中的角色应该是“警察式”的高级院系（在他那个时代是神学、法律和医学），确保其他学科教导符合理性原则。同样，只有当统治者定期咨询哲学家时，才能实现社会永久和平的目标。